# Gare de Vieux-Thann
Gare de Vieux-Thann – przystanek kolejowy w miejscowości Vieux-Thann, w departamencie Górny Ren, w regionie Grand Est, we Francji. Jest zarządzany przez SNCF i obsługiwany przez pociągi TER Grand Est.
Od 12 grudnia 2010 jest obsługiwany również przez tramwaj dwusystemowy linii 3.

## Położenie
Znajduje się na linii Lutterbach – Kruth, na km 13,270 między stacjami Vieux-Thann-ZI i Thann, na wysokości 329 m n.p.m.

## Linie kolejowe
- Linia Lutterbach – Kruth